# Nanak panthi
Un Nanak panthi est celui qui suit le chemin de Guru Nanak (1469-1539), le premier gourou du sikhisme. Cette désignation, Nanak Panth, est apparue pour la première fois au XVIIe siècle et au cours des siècles, elle a désigné plusieurs courants qui s'éloignaient des voies transmises par les autres gurus du sikhisme. Les mots Nanakshahi et Sahijdhari sont aussi utilisés pour désigner ces adeptes dans certains états de la confédération indienne.
La différenciation entre les obédiences s'établissait notamment sur le fait ou non de se couper les cheveux. Les Cinq K donnés par Guru Gobind Singh, (1666-1708), sont aussi devenus un conflit théologique et pratique. L'ordre du Khalsa était un point de désaccord. Aujourd'hui, dans plusieurs états de l'Inde, il reste des familles se révélant Nanakpanthis ; elles se comptent par dizaines dans tel ou tel village, et sont aussi souvent converties à l'Udasi. Les fidèles de ce courant théologique se nomment eux-mêmes Nanakpanthis.